# Almofala (Castro Daire)
Almofala es una freguesia portuguesa del municipio de Castro Daire. Según el censo de 2021, tiene una población de 222 habitantes.
Su superficie total es de 18.60 km².